# Clarisse Crémer
Clarisse Crémer (París, 30 de desembre de 1989) és una navegant i empresària francesa.
Filla d'un empresari, va estudiar a la prestigiosa Escola d'Alts Estudis Comercials (HEC) de París i a la Universitat d'Indiana dels Estats Units. Llicenciada en Màrqueting el 2013, acompanyada del seu germà, fundà la seva pròpia empresa, 'Kazaden', dedicada a la reserva de viatges i estades a l'aire lliure.
Després de conèixer el seu company Tanguy Le Turquais, un altre àvid mariner, i d'entrar en contacte amb el món dels velers, la idea de creuar l'Atlàntic començà a temptar-la. El 2015 Tanguy Leglatin, famós entrenador bretó, accepta formar-la malgrat el seu nivell bàsic. Però Clarisse Crémer mostra tanta facilitat que l'entrenador apuja els seus primers objectius respecte a ella, i el 2016 Crémer dirigeix la seva primera regata en solitari.
El 2017 va guanyar la regata 'Mini-Fastnet' amb Erwan Le Draoulec, després guanyà la 'Transgascogne' en solitari i va acabar 2a a la 'Mini Transat', una cursa transatlàntica de velers, en solitari i sense assistència a bord. El 2019 va assumir el timó del veler monobuc l'Imoca "Banque populaire X", amb el qual va acabar en dotzena posició a la general, i la primera fèmina a la Vendée Globe 2020-2021, aconseguint la millor actuació femenina de la història de la cursa, després d'invertir un temps de 87 dies, 2 hores, 24 minuts i 25 segons, aconseguint un nou rècord femení de la prova, i també és un nou rècord mundial de volta al món en solitari en monocasc.